# Yobaín
Yobaín är en kommun i Mexiko.   Den ligger i delstaten Yucatán, i den östra delen av landet, 1 100 km öster om huvudstaden Mexico City. Antalet invånare är 2 137. Arean är 82 kvadratkilometer.
Terrängen i Yobaín är mycket platt.